# Майрик
«Майри́к» (фр. Mayrig от арм. Մայրիկ — «мама») — фильм французского режиссёра армянского происхождения Анри Вернёя.

## История создания
По предложению своего друга и писателя Анри Труайя, армянина по происхождению, Анри Вернёй снимает в 1991 году «Майрик» и «Улица Паради́, дом 588» (адрес проживания его семейства в Марселе). В этих историко-биографических фильмах он на примере своей семьи рассказывает о геноциде, в ходе которого было жестоко убито 1,5 миллиона армян, и его последствиях. Сценарий к фильму был написан более чем в 40 вариантах, но лишь один из них в 1985 году был опубликован, а затем переведён на десять языков и издан общим тиражом 200 тысяч экземпляров. Армянский перевод книги издан в 1988 году в США. Французский журнал «Paris Match» назвал фильм «самым дорогим произведением европейского кино».

## Сюжет
В 1921 году семья армян, спасаясь от геноцида, приезжает в Марсель. Через воспоминания шестилетнего ребёнка представлена история семьи, объединённой любовью и нежностью.
Азат Закарьян высаживается в порту Марселя со своей семьёй: отцом, матерью и двумя тётушками. Армяне, преследуемые турками, знали, как тяжело будет приспособиться к новой жизни и трудным работам. Но, несмотря на все тяготы, семья остаётся крепко сплочённой. Взрослые многого лишают себя ради того, чтобы в будущем Азат получил образование и стал инженером.

## В ролях
- Ришар Берри
- Клаудия Кардинале
- Омар Шариф
- Жак Вильре
- Джеки Нерсессян
- Изабел Садоян
- Том Понсин

## Интересный факт
Сыгравшему одну из главных ролей Омару Шарифу за участие в фильме запрещён въезд в Турцию.